# Lijst van heren en graven van Zutphen
Graaf van Zutphen is de titel van de heerser van het Graafschap Zutphen.
Het geslacht van deze graven bestond maar relatief korte tijd. In de 12e eeuw stierf het uit. 

## Heren van Zutphen
Het Huis Zutphen ontstond in 1018, met Otto van Hammerstein. Hij staat tegenwoordig bekend als de eerste heer van Zutphen. Hij wordt door één bron aangemerkt als de schoonvader van de Ezzoon Liudolf, die op zijn beurt weer de schoonvader is geweest van de stamvader van het Zutphense gravenhuis, de eerder genoemde Godschalk. Dat heeft een heel bijzondere reden, die wordt uitgelegd op de pagina Otto van Hammerstein alias 'van Zutphen'.
- (-960) Everard van Zutphen († 960), graaf van Drenthe en Salland,
- (-997) Godfried van Verdun bijgenaamd 'de Gevangene' († 971), gehuwd 1. met de erfdochter van Everard van Zutphen, 2. met Mathilde Billung, dochter van de hertog van Saksen
- (-) Otto van Hammerstein ook Otto I van Zutphen, gehuwd met Irmengard, dochter van Godfried van Verdun en Mathilde Billung, kreeg Zutphen mee
- (1025-1031) (Ezzoon) Liudolf († 1031), paltsgravenzoon, echtgenoot van Mathilde van Zutphen, dochter van Otto van Hammerstein en Irmengard, erfdochter van Zutphen
- (1046-1063) Godschalk van Zutphen († 1063), gehuwd met Adelheid, dochter van Mathilde en Liudolf
- (1063-1101) Otto de Rijke († 1113) heer van Zutphen tot 1101 (zie verder ...)

## Graven van Zutphen
- (1101-1113) Otto II van Zutphen († 1113) tot graaf benoemd in 1101
- (1113-1127) Hendrik I van Zutphen († 1119/1122), zoon van Otto II uit zijn tweede huwelijk met Jutta van Arnstein
- (1127-1138) Ermgard van Zutphen († 1138),  getrouwd met:

1. Gerard II van Gelre († 1133),
2. Koenraad II van Luxemburg († 1136)

- (1138-1182) Hendrik I van Gelre († 1182), graaf van Gelre en Zutphen(=II), zoon van Gerard II van Gelre en Ermgard van Zutphen